# Férfi 1 méteres műugrás a 2009-es úszó-világbajnokságon
A férfi 1 méteres műugrást  július 17-én rendezték meg a 2009-es úszó-világbajnokságon. Ugyan azon napon volt a selejtező és a döntő.

## Érmesek
| Arany           | Ezüst               | Bronz                        |
| Kína · Csin Kaj | Kína · Zhang Xinhua | Ausztrália · Matthew Mitcham |

## Eredmények
Zölddel kiemelve a döntőbe jutottak
| Helyezés  | Versenyző                 | Nemzetiség | Selejtező | Selejtező | Döntő     | Döntő    |
| Helyezés  | Versenyző                 | Nemzetiség | Pont      | Helyezés  | Pont      | Helyezés |
| --------- | ------------------------- | ---------- | --------- | --------- | --------- | -------- |
| Aranyérem | Csin Kaj                  | CHN        | 412.00    | 3         | 449.00    | 1        |
| Ezüstérem | Zhang Xinhua              | CHN        | 416.10    | 1         | 445.90    | 2        |
| Bronzérem | Matthew Mitcham           | AUS        | 369.05    | 9         | 440.20    | 3        |
| 4         | Peter Waterfield          | GBR        | 365.80    | 10        | 432.60    | 4        |
| 5         | Illja Kvasa               | UKR        | 378.50    | 4         | 413.10    | 5        |
| 6         | Javier Illana             | ESP        | 371.40    | 6         | 395.55    | 6        |
| 7         | Eric Sehn                 | CAN        | 369.80    | 8         | 391.80    | 7        |
| 8         | Andrzej Rzeszutek         | POL        | 360.70    | 12        | 369.25    | 8        |
| 9         | Chris Colwill             | USA        | 413.35    | 2         | 350.30    | 9        |
| 10        | Ilja Zaharov              | RUS        | 370.95    | 7         | 322.75    | 10       |
| 11        | Pavlo Rozenberg           | GER        | 372.95    | 5         | 320.65    | 11       |
| 12        | Carlos Calvo              | ESP        | 364.55    | 11        | 307.60    | 12       |
| 16.5      | H09.5                     |            |           |           | 00:55.635 | O        |
| 13        | Nicola Marconi            | ITA        | 352.40    | 13        |           |          |
| 14        | Constantin Blaha          | AUT        | 350.40    | 14        |           |          |
| 15        | Sebastian Villa Castaneda | COL        | 342.60    | 15        |           |          |
| 16        | Terry Horner              | USA        | 336.15    | 16        |           |          |
| 17        | Cristopher Sacchin        | ITA        | 334.00    | 17        |           |          |
| 18        | César Castro              | BRA        | 329.95    | 18        |           |          |
| 19        | Grant Nel                 | AUS        | 327.65    | 19        |           |          |
| 20        | Timo Klami                | NOR        | 323.10    | 20        |           |          |
| 21        | Jorge Luis Pupo Carballo  | CUB        | 321.75    | 21        |           |          |
| 22        | Jevgenyij Kuznyecov       | RUS        | 319.20    | 22        |           |          |
| 23        | Mathieu Rosset            | FRA        | 314.20    | 23        |           |          |
| 24        | Julián Sánchez Gallegos   | MEX        | 313.95    | 24        |           |          |
| 25        | Víctor Manuel Toranzo     | CUB        | 311.90    | 25        |           |          |
| 26        | Ignas Barkauskas          | LTU        | 311.50    | 26        |           |          |
| 27        | Sime Peric                | CRO        | 311.40    | 27        |           |          |
| 28        | Yahel Castillo            | MEX        | 295.80    | 28        |           |          |
| 29        | Son Seongchel             | KOR        | 290.45    | 29        |           |          |
| 30        | Cimafej Hardzejcsik       | BLR        | 275.15    | 30        |           |          |
| 31        | Jorge Sánchez             | VEN        | 270.80    | 31        |           |          |
| 32        | Ville Vahtola             | FIN        | 259.30    | 32        |           |          |
| 33        | Muhammad Fakhru Izzat     | MAS        | 250.65    | 33        |           |          |
| 34        | Michel Annas              | GER        | 231.25    | 34        |           |          |
| 35        | Argenis Alvarez           | DOM        | 194.45    | 35        |           |          |